# خودنگاره با تخته رنگ (مانه)
خودنگاره با تخته‌رنگ نقاشی رنگ روغن است که توسط ادوارد مانه در سال ۱۸۷۸-۷۹ کشیده شد. این اثر ۹۲ سانتی‌متر طول و ۷۳ سانتی‌متر عرض دارد. اثر نقاشی خودنگاره با تخته‌رنگ، به خودنگاره دیه‌گو ولاسکس از سری ندیمه‌ها شبیه است. این نقاشی در «دوره رز» کشیده شده است. این نقاشی در موزه هنر فیلادلفیا قرار دارد.
این تابلو در ژوئن ۲۰۱۰ میلادی به مبلغ بیست و نه میلیون و ۴۸ هزار دلار به فروش رسید.

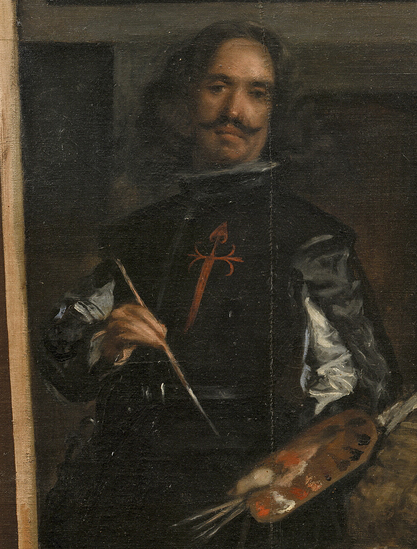
خودنگاره دیه‌گو ولاسکس – ندیمه‌ها، ۱۶۵۶